# 可変圧縮比エンジン

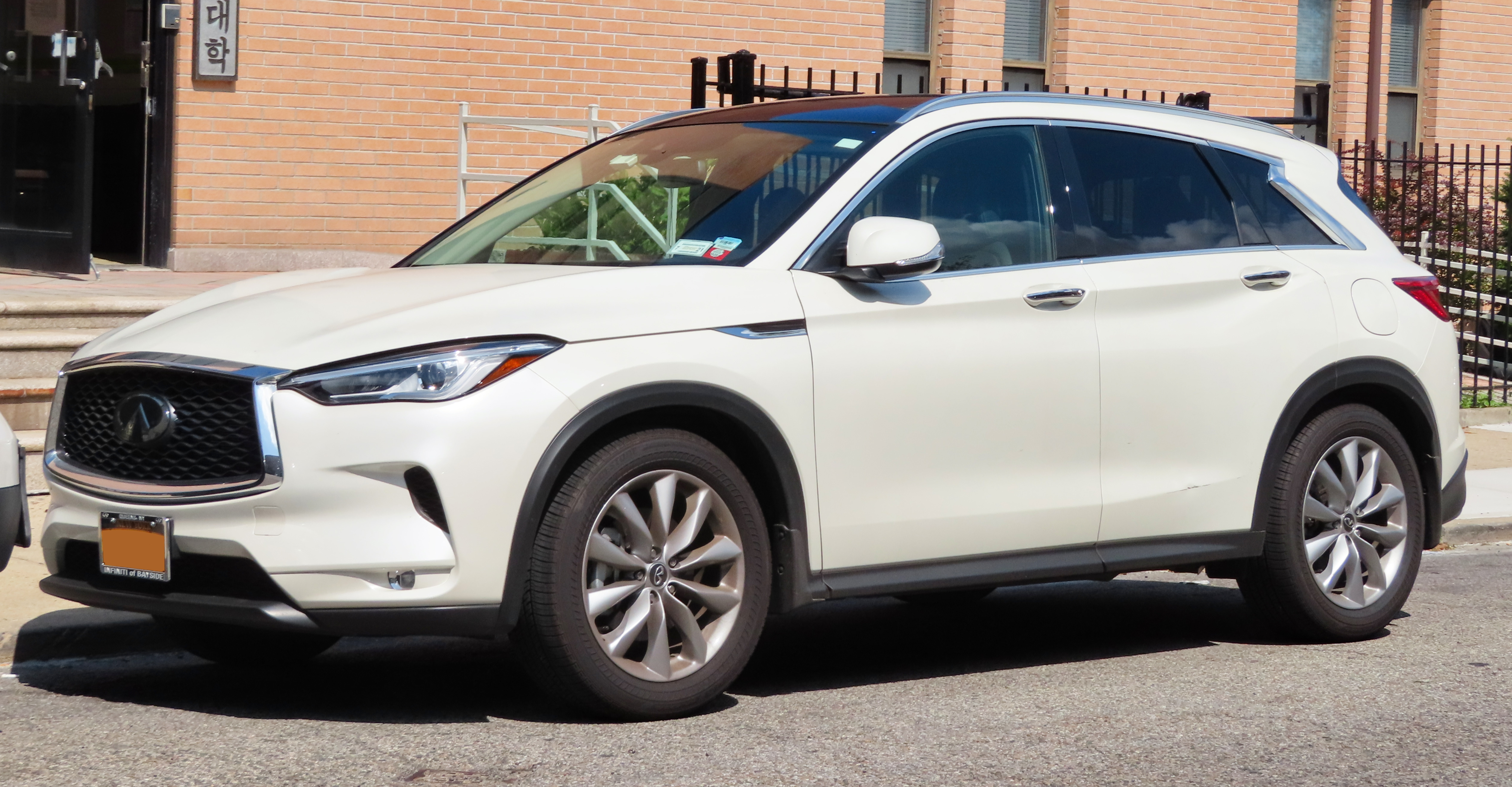
量産としては世界初の可変圧縮比エンジンを搭載するインフィニティ・QX50。米『ワーズオートワールド』誌「10ベストエンジン2020」選出。

可変圧縮比エンジン（かへんあっしゅくひエンジン、英: Variable compression ratio engine）とは、圧縮比を変える事が可能なエンジンである。

## 概要
エンジンは圧縮比が高いほど熱効率が高くなるので、圧縮比はなるべく高めることが望ましい。しかし高くし過ぎると、ピストンが上昇している途中で混合気が熱くなりすぎて、点火プラグで火をつける前に部分的な爆発が起こり、エンジンの異常な振動が発生するノッキングが生じてしまう。そのため従来のガソリンエンジンの圧縮比は通常10程度だった。
しかし、ノッキングが生じやすいのは登坂時や加速時等の高負荷時に限られ、定速での走行時のような低負荷時には発生しにくい。低負荷時には圧縮比を高く、高負荷時には低くすることが出来ればノッキングを抑えつつ熱効率を高めることが出来るが、これを実現したのが可変圧縮比エンジンである。

## 歴史
可変圧縮比(Variable Compression Ratio/VCR)のアイデア自体は、1920年代にイギリスの内燃機関技術者のHarry Ricardoによって最初に考案された。しかし、彼のアイデアは当時は技術力が追いつかなかった上、その後ガソリンエンジンはガソリンのオクタン価を調整してノッキング対策を行う方向に向かったため、自動車工学界でも長年忘れ去られていた。
1999年には、ヤマハ発動機が可変圧縮機構を取り入れた2ストロークディーゼルエンジンであるSD(スーパーディーゼル) エンジンを開発した。SDエンジンは1000cc並列2気筒で、燃焼室の形状を可変させる事で圧縮比を可変させる構造を採っており、これにインタークーラーとターボチャージャーを組み合わせる事で、当時ディーゼルエンジンが人気を集めていた欧州市場への投入と、既に概要が提案されていた欧州排出ガス規制規制への適合を図る事を狙ったものであった。
2000年代初頭にサーブが実験用エンジンとして研究を進めていたSaab Variable Compression engine (SVC)では、エンジン内部の燃焼状態に応じて直接的に内燃室の容積を変更して、圧縮比を変える機構が用いられている。
サーブはこの研究を更に進めて、ガソリンエンジンでありながらディーゼルエンジンに比肩する燃焼効率を持つエンジンを開発することを目指してOffice of Advanced Automotive Technologiesという研究機関を立ち上げ、日産、ボルボ、グループPSAおよびルノーなどが共同研究に参加していた。
日産は2016年に可変圧縮比エンジンの実用化に成功し、2018年に販売を開始したインフィニティブランドの新型モデル「QX50」には、量産車として世界で初めて可変圧縮比エンジンが搭載された。このエンジンは日産・KRエンジンと名付けられ、ピストンとクランクシャフトを連結するコンロッドの大端部にリンク構造(Lリンク)が設けられている。Lリンクにはコンロッド(Uリンクアーム)と逆側に可変圧縮機構のリンクアーム(Cリンクアーム)が取り付けられており、電動アクチュエータがCリンクアームを引っ張る事でピストンのストローク量を直接可変させ、圧縮比を8.0:1から14.0:1まで連続的に可変させる事が可能となっている。圧縮比を低くした際にターボチャージャーの過給圧を大きくする事で、巡航時の経済性と加速時の大パワーを両立させたものとなっており、UリンクアームはLリンクを介してクランクシャフトに接続される事から、船舶のクロスヘッド式機関と同様にピストン上下動時にほぼ垂直に上下するようになり、結果として二次振動の低減とバランサーシャフトの省略をも実現している。KRエンジンはまず2.0L直列4気筒が開発され、2022年からは日産・ローグ向けに1.5L直列3気筒の量産も開始される。日産は、2025年をめどに、エンジンの熱効率を現在の40%から50%へ引き上げることを目標としている。
なお、日産のようにコンロッドをマルチリンク式とし、ピストン側と逆側に油圧式可変機構を設けてピストンストロークを可変させる試みは、2009年にフランスのMCE-5 デベロップメント社がプジョー・407に搭載してジュネーヴ国際モーターショーに出展したVCR-iが先行していたが、2021年現在実用化には至っていない。